# Bellmore
Bellmore és una població dels Estats Units a l'estat de Nova York. Segons el cens del 2000 tenia 16.441 habitants.

## Demografia
Segons el cens del 2000, Bellmore tenia 16.441 habitants, 5.643 habitatges, i 4.604 famílies. La densitat de població era de 2.559,6 habitants per km².
Dels 5.643 habitatges en un 37,5% hi vivien nens de menys de 18 anys, en un 69,2% hi vivien parelles casades, en un 9,1% dones solteres, i en un 18,4% no eren unitats familiars. En el 15,8% dels habitatges hi vivien persones soles el 8,2% de les quals corresponia a persones de 65 anys o més que vivien soles. El nombre mitjà de persones vivint en cada habitatge era de 2,91 i el nombre mitjà de persones que vivien en cada família era de 3,26.
Per edats la població es repartia de la següent manera: un 25,3% tenia menys de 18 anys, un 5,9% entre 18 i 24, un 29,7% entre 25 i 44, un 25,8% de 45 a 60 i un 13,3% 65 anys o més.
L'edat mediana era de 39 anys. Per cada 100 dones de 18 o més anys hi havia 92,1 homes.
La renda mediana per habitatge era de 74.976 $ i la renda mediana per família de 83.236 $. Els homes tenien una renda mediana de 56.639 $ mentre que les dones 39.241 $. La renda per capita de la població era de 32.034 $. Entorn de l'1,8% de les famílies i el 2,4% de la població estaven per davall del llindar de pobresa.